# Catedral de Nuestra Señora (Copenhague)

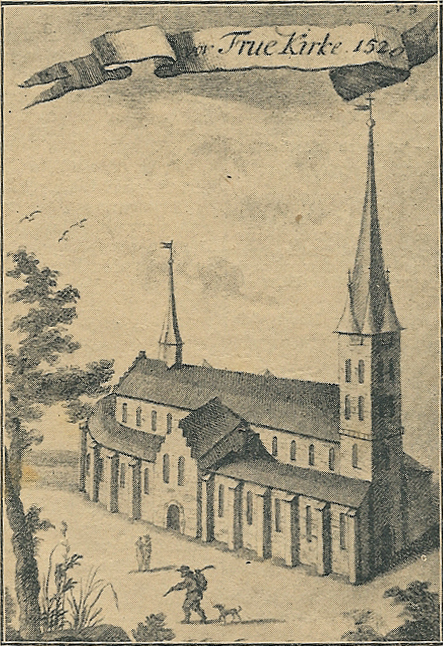
Grabado que muestra el aspecto de Nuestra Señora de Copenhague en 1520.

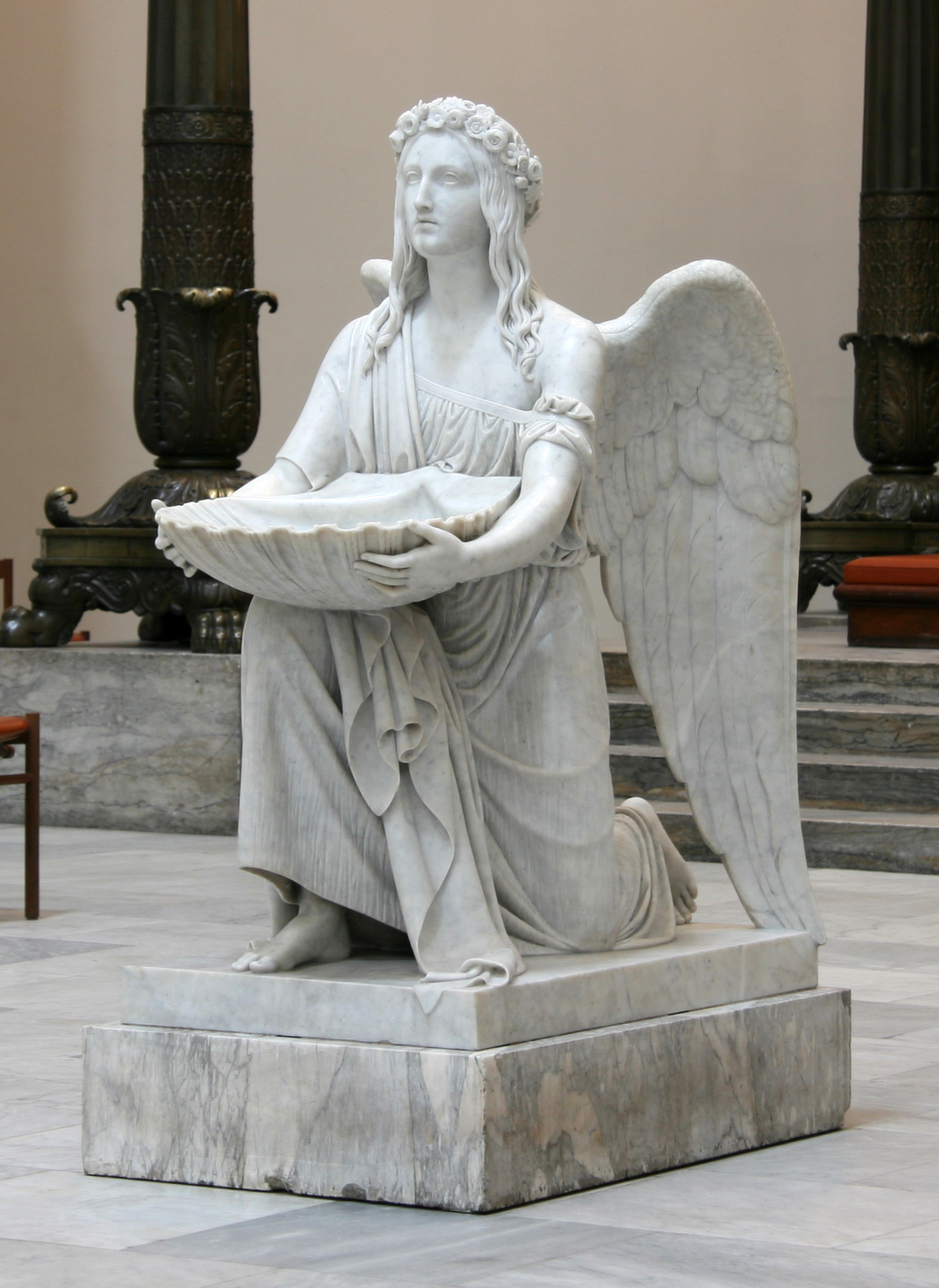
Pila bautismal.

La Iglesia de Nuestra Señora (en danés, Vor Frue kirke) es la catedral de la ciudad de Copenhague, en Dinamarca, y es la sede de la diócesis luterana del mismo nombre desde que ésta fue creada en 1922. Está dedicada a la Virgen María.
En ese mismo lugar hubo una iglesia desde el siglo XII, que fue sucedida por nuevas construcciones en tres ocasiones debido a fuertes incendios. La actual es un edificio neoclásico diseñado por Christian Frederik Hansen en la primera mitad del siglo XIX.

## La primera iglesia
La primera vez que se menciona a una iglesia en el lugar donde ahora se asienta la catedral es en un documento expedido por el arzobispo Absalón en 1185, donde informa sobre la necesidad de recaudar diezmo para la construcción de la iglesia de Santa María. Alrededor de 1200 la iglesia estuvo lista para ser consagrada, evento que ocurrió en marzo, el día de la Anunciación. Se trataba de una iglesia románica de piedra caliza, que se ubicó en el punto más alto de la ciudad. Tuvo estatus de colegiata dentro de la diócesis de Roskilde, y fue regida por un deán, así como por canónigos y vicarios, y tuvo anexada una escuela, que tras la reforma formó parta de las escuelas latinas de Dinamarca (donde se enseñaba latín).

## La segunda iglesia
En 1314 la iglesia románica fue arrasada por un incendio, y en su lugar se levantó una nueva iglesia. Esta vez se usó ladrillo, un material más moderno, y el estilo fue gótico.
Cuando Copenhague fue elevada a la categoría de ciudad capital por Erico de Pomerania y aumentó su población, la iglesia de Nuestra Señora se convirtió en el principal templo de los monarcas daneses. Anteriormente ya había sido utilizada en un evento real durante la boda de Margarita de Dinamarca, hija de Valdemar Atterdag, con el rey Haakon VI de Noruega. Durante las ceremonias de coronación, que iniciaron en Dinamarca en 1170, se tenía la tradición de celebrarlas en iglesias distintas; por ejemplo, la coronación de Cristóbal de Baviera en 1443 tuvo lugar en la catedral de Ribe. Su viuda, Dorotea de Brandeburgo, se casó en segundas nupcias con Cristián I de Dinamarca en 1449, y la coronación de ambos se celebró el día mismo de la boda en la iglesia de Nuestra Señora. A partir de entonces se sucederían las coronaciones en esta iglesia.
Cuando la Universidad de Copenhague fue fundada en 1479, el deán de Nuestra Señora sirvió de rector, y sus canónigos fungieron como catedráticos.
La época de la Reforma protestante fue muy dura para la "Iglesia de Santa María" (nombre original de este templo). La mayor parte de los ciudadanos de Copenhague había elegido seguir a Martín Lutero, pero las autoridades católicas trataron de mantener la catedral como centro de la resistencia católica a los cambios en Copenhague. Por decreto real, tanto los sacerdotes católicos como los predicadores luteranos recibieron la orden de usar la iglesia de forma conjunta lo que indignó a la mayoría de la población de Copenhague. El 27 de diciembre de 1530 cientos de ciudadanos irrumpieron en la iglesia, destruyeron todas las estatuas y se rompió la sillería del coro en pedazos. Diecisiete altares ricamente labrados fueron despojados de cualquier cosa de valor. Incluso el nombre de "Santa María de Copenhague" se convirtió en "Vor Frue Kirke", la "Iglesia de Nuestra Señora" en el deseo de mantener la referencia sólo histórica de la Virgen María sin el uso de la palabra "Santa". Apenas un año después la Iglesia de Nuestra Señora celebró la aceptación de la Orden Luterana presidida por Johannes Bugenhagen, un socio de Martín Lutero.

## La tercera iglesia
Durante el incendio de Copenhague de 1728 los daños en la iglesia fueron tales que tuvo que ser sustituida por una nueva. Las nuevas obras se realizaron aprisa y en 1738 todo estuvo listo para consagrar el nuevo edificio. Esta iglesia sería la de más corta duración, pues un incendio ocasionado por el bombardeo británico durante la batalla de Copenhague de 1807 provocó la caída de la torre y la ruina de toda la iglesia.

## La iglesia actual
Por cuarta vez se construyó una nueva iglesia en el lugar, esta ocasión en estilo neoclásico, bajo la dirección del arquitecto Christian Frederik Hansen. Debido a la falta de recursos, se incorporó parte de los muros de la iglesia anterior. Sobre lo que fue la vieja torre medieval se levantó una nueva, un tema polémico, puesto que el neoclásico no incluía torres. En la entrada principal, situada al pie de la torre, se edificó un pórtico neoclásico, con columnas, frontón y relieves. Las obras quedaron concluidas en 1829.
El escultor Bertel Thorvaldsen fue comisionado para decorar el interior, con imágenes de Jesucristo y sus doce apóstoles. La estatua de Cristo conocida usualmente como Cristo de Thorvaldsen, fue creado para la catedral y preside el templo. Esta escultura se he convertido en referencia para los miembros de la Iglesia de Jesucristo de los Santos de los Últimos Días.
Otros artistas contribuyeron con esculturas y pinturas a la decoración interior de la catedral. La moderna pila bautismal fue diseñada personalmente por Thorvaldsen, quien la donó a la iglesia.

## Galería

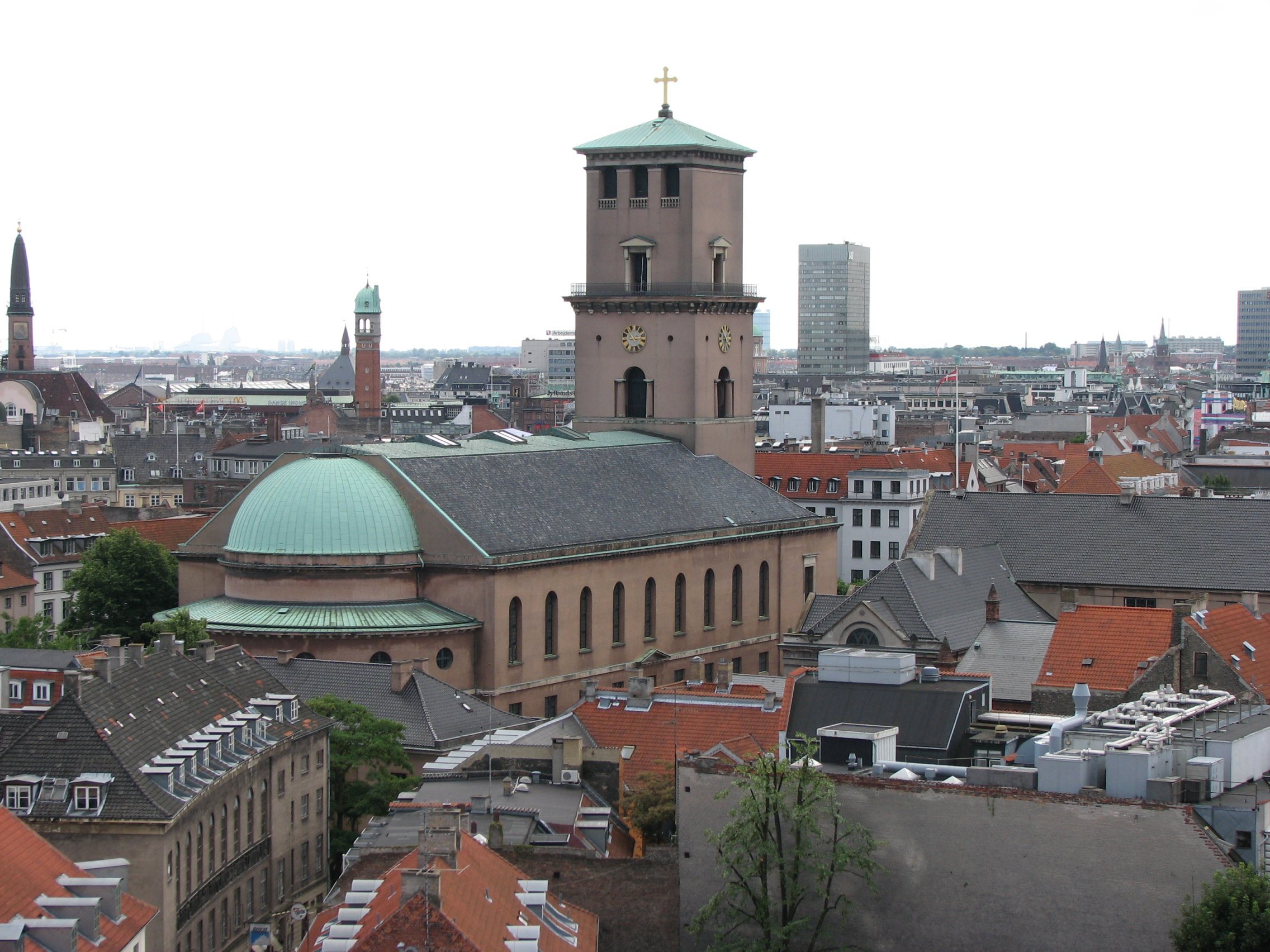
Vista desde la Rundetårn
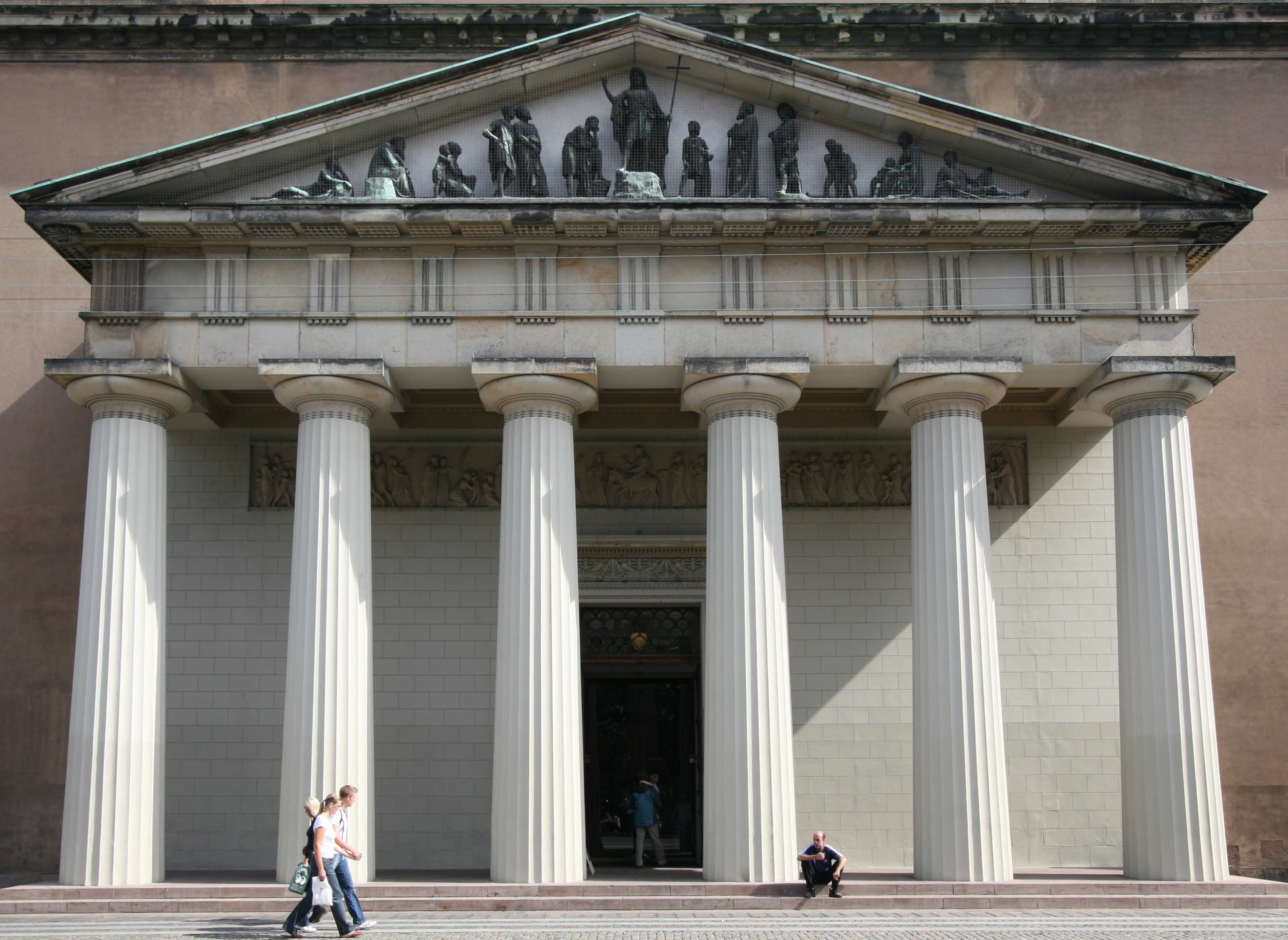
Portal principal
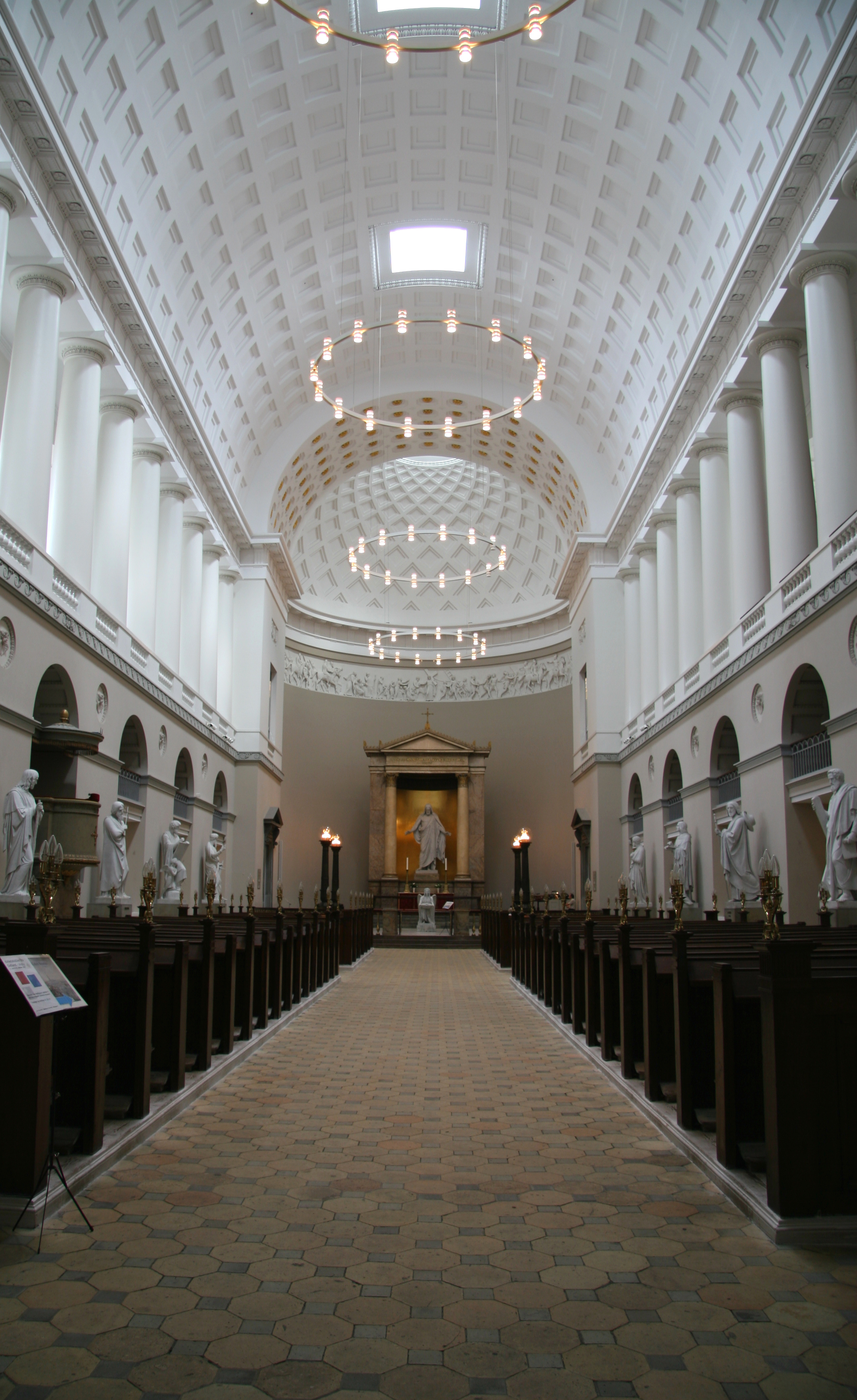
Interior, hacia el altar
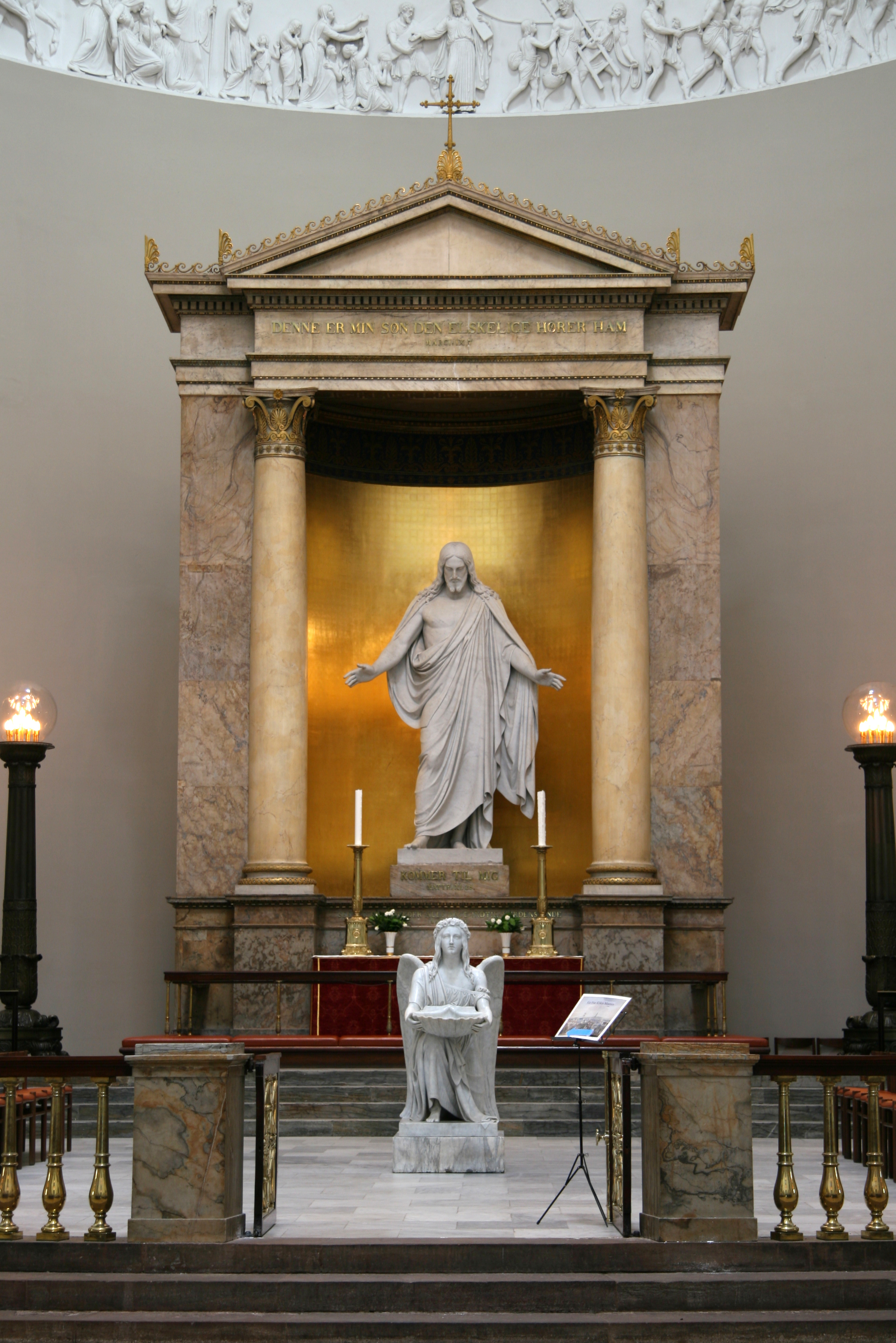
Altar principal, con Cristo y pila bautismal, obras de Thorvaldsen
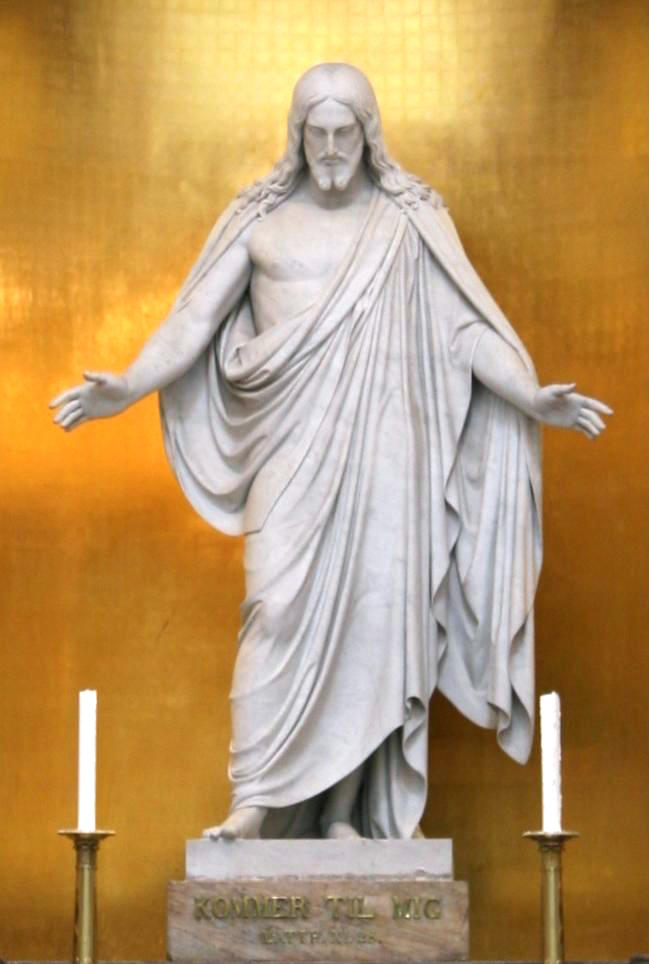
Cristo de Thorvaldsen, situado en el Altar Mayor